# Wei (affluent du fleuve Jaune)
Pour les articles homonymes, voir Wei.
Le Wei He ou rivière Wei (渭河) est une rivière du Shaanxi, en Chine, qui arrose notamment Baoji et Xi'an. C'est un affluent principal du fleuve Jaune. 

## Géographie
Long de 818 km et d'un bassin de 135 000 km², il prend sa source, dans le district de Weiyuan, dans le Gansu, traverse le Shaanxi avant de se jeter dans le fleuve Jaune à Fenglingdu, dans le district de Tongguan, dans la province du Shanxi.
Cette rivière a joué un rôle crucial pour Xi'an au cours des siècles, puisqu'elle a fourni à l'ancienne capitale à la fois une source d'eau potable et une défense naturelle, et ses alluvions ont créé la fertile plaine du Wei He. En outre, elle permettait de naviguer jusqu'à Chang'an (l'ancêtre de Xi'an) sous les dynasties Tang et Han.
En août et septembre 2003, après des intempéries historiques, 180 000 personnes furent déplacées, et 25 000 furent mobilisées en raison des risques de rupture du barrage de Weinan sur le Wei He.